# Janranaj
Janranaj (Russisch en Tsjoektsjisch: Янранай; "alleenstaande berg") is een plaats (selo) aan noordzijde van de monding van de gelijknamige rivier Janranajvaam aan de noordwestkust van Tsjaoenbaai in het uiterste noorden van het Russische Verre Oosten. De plaats ligt in het district Tsjaoenski van de Russische autonome okroeg Tsjoekotka, ten noorden van Apapelgino en ten zuiden van Kaap Sjelag, het noordelijkste punt van het vasteland van Tsjoekotka. De plaats telde in 2003 240 inwoners, waarvan de meesten Tsjoektsjen waren, die zich met name bezighouden met de rendierhouderij. De plaats heeft een onverharde wegverbinding met het zuidelijker gelegen districtcentrum Pevek (35 km) en met het afgelegen poolstation Valkarkaj in het noordoosten (ca. 30 km).
Het dorp ontstond in 1960 met de introductie van de grotere sovchoz, toen de inwoners uit het noordelijker gelegen - vanuit communistisch oogpunt "kansloze"- dorp Sjelagski hierheen werden verplaatst om te gaan werken in de rendierhouderij.
De bebouwing bestaat net als in het zuidwestelijker gelegen dorp Rytkoetsji uit typische kleine Tsjoektsjenhuizen van een en twee etages. Voorzieningen in het dorp zijn een school, een aantal winkels en een bibliotheek. Vanuit het Huis van Cultuur opereren twee Tsjoektsjische ensembles (muziek en dans).
Bestuurlijk centrum: Pevek

Ajon · Apapelgino(†) · Baranicha(†) · Bystry(†) · Janranaj · Joezjny(†) · Komsomolski(†) · Krasnoarmejski(†) · Rytkoetsji · Valkoemej(†) · Zapadny(†)